# Minix
MINIX er et frit og open source styresystem, som bygger på mikrokerne-arkitekturen. Minix er skrevet af Andrew S. Tanenbaum.
Minix blev brugt som eksempler i hans bog: Operating Systems: Design and Implementation fra 1987. Bogen blev senere brugt af Linus Torvalds som inspiration, da han skrev den første linux-kerne. Senere bogudgaver skrevet af flere forfattere om Minix er blevet udgivet: Operating Systems Design and Implementation 3rd Edition, 2006 og Modern Operating Systems, Global Edition, 5. udgave 2023.

## Minix 3
Minix 3 blev offentligt annonceret den 24. oktober 2005 af Tanenbaum under hans keynote-tale ved Association for Computing Machinery (ACM) Symposium on Operating Systems Principles (SOSP). Selvom Minix 3 stadig anvendes som et undervisningseksempel i den tredje udgave af Tanenbaum's bog fra 2006 - samskrevet med Albert S. Woodhull -, er Minix 3 et stort redesign med formålet at være - citat: "usable as a serious system on resource-limited and embedded computers and for applications requiring high reliability."
Minix 3 understøtter IA-32 (Intel Architecture, 32-bit; i386) og ARM-arkitektur systemer - og understøtter POSIX, hvilket gør at mange Linux-kompatible programmer kan porteres til Minix 3. Kernens C-kildekode i Minix 3.3 fylder kun 4000 linjer.
Minix 3 understøtter mange programmeringssprog, inklusiv C, C++, FORTRAN, Modula-2, Pascal, Perl, Python og Tcl.
Alle Intel chipsets post-2015 kører internt MINIX 3 som software/firmware i Intel Management Engine. Det blev opdaget af det russiske selskab Positive Technologies (Dmitry Sklyarov), at Intel ME firmware version 11 anvender Minix 3.